# چینیلو اشر
چینیلو اشر (انگلیسی: Chinyelu Asher؛ زادهٔ ۲۰ مهٔ ۱۹۹۳) بازیکن فوتبال اهل جامائیکا است.
از باشگاه‌هایی که در آن بازی کرده‌است می‌توان به واشینگتن اسپیریت اشاره کرد.
وی همچنین در تیم‌های ملی فوتبال Jamaica women's national football team under-20 soccer team و زنان جامائیکا بازی کرده‌است.